# 丁巴赫
丁巴赫是德国莱茵兰-普法尔茨州的一个市镇。总面积2.19平方公里，总人口168人，其中男性85人，女性83人（2011年12月31日），人口密度77人/平方公里。